# Esporte Clube Tigres do Brasil
Esporte Clube Tigres do Brasil é uma agremiação esportiva situada no município de Duque de Caxias, no estado do Rio de Janeiro, fundada em 19 de janeiro de 2004 com o nome de Esporte Clube Poland Química do Brasil.

## História

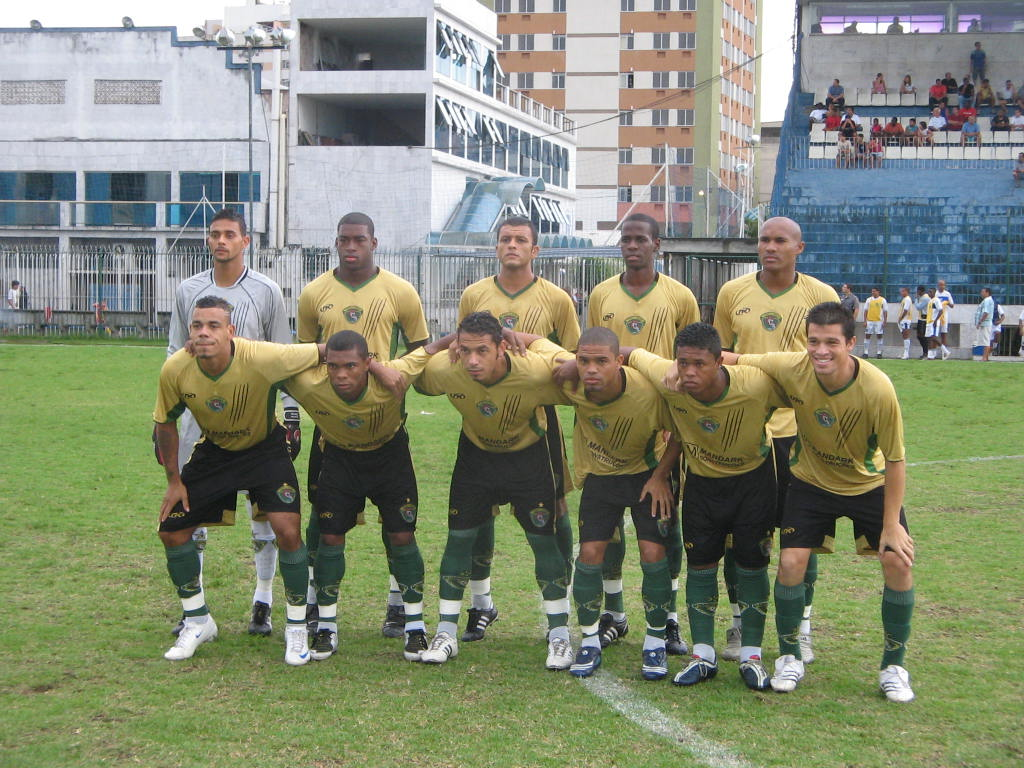
Formação do Tigres do Brasil, 2008

O Esporte Clube Tigres do Brasil deve seu início à iniciativa de revolucionar o futebol brasileiro. A diretoria quis provar que com investimento e administração profissional, os bons resultados seriam mera consequência.
Em 2005, o Esporte Clube Poland do Brasil resolveu adotar um nome para parecer mais brasileiro e Tigres do Brasil foi o nome escolhido. O time terminou na quarta colocação no Campeonato Carioca da Terceira Divisão. Naquele mesmo ano, a equipe caxiense conquistaria o título da Copa Rio, ao vencer o Macaé Esporte na decisão.
Em 2006, o Tigres do Brasil garantiu uma vaga para a disputa do Campeonato Carioca da Segunda Divisão do ano seguinte, após terminar em terceiro na seletiva.
Em 2008, o Tigres ficou em segundo lugar no Campeonato Carioca da Segunda Divisão e garantiu acesso pela primeira vez na Primeira Divisão de 2009.
Em 2009, consegue se manter na Primeira Divisão do Campeonato Carioca e se sagra campeão carioca da categoria Juniores da Primeira Divisão, ao vencer a Taça Guanabara e Taça Rio, um feito inédito para o clube de Xerém. A equipe de juniores conquistou de forma inédita o Campeonato Estadual da Primeira Divisão da categoria, após 22 anos em que um dos quatro grandes clubes do Rio de Janeiro não faturam o título. O último campeão entre os times de menor investimento foi o Bangu Atlético Clube em 1987. Naquele mesmo ano, a equipe caxiense conquistaria seu segundo título da Copa Rio, ao vencer o Madureira na decisão.
Em 2010, o clube estreou em competições nacionais enfrentado o Fortaleza pela Copa do Brasil 2010, no Estádio De Los Larios, a partida acabou empatada em 2 a 2. No mesmo ano é rebaixado à Segunda Divisão no Campeonato Estadual por ter ficado na última colocação.
Em 2011, o Tigres assina parceria com a equipe de futebol society Libertad TFS para participar do Campeonato Carioca de Futebol 7, a edição de 2011 é a primeira a reunir os quatro grandes do Rio - Flamengo, Vasco, Fluminense e Botafogo - além de outras agremiações tradicionais como, América, Bangu, Olaria, Madureira, Portuguesa e São Cristóvão.

Em 2012 o Tigres se despede de sua principal revelação, oriunda da base do Botafogo. Aurélio Ricardo, lateral esquerdo artilheiro faz sua última temporada como principal pelo clube foram 116 partidas e 38 gols entre série b e série c do campeonato carioca. E com um troféu de campeão da copa rio.
Em 2014, o Tigres fecha uma parceria e disputa o Campeonato Carioca da Série B de 2014 sob o nome de Itaguaí Futebol Clube. Com o nome do Itaguaí, o clube conquista a Taça Corcovado e consegue o Segundo Lugar na Série B, garantindo assim uma vaga na Série A do Campeonato Carioca 2015. No ano seguinte a parceria é desfeita.
A administração do clube adota um modelo de gestão empresarial e conta com um presidente e um vice presidente. As Diretorias do clube hoje são compostas pela parceria com a Universidade de Futebol.
Em uma área de 240 mil metros quadrados, estão localizados cinco campos oficiais, um campo reduzido para goleiros, sala de musculação, piscina, área de lazer e alojamentos para os atletas da base.
Em 2015 o Tigres fechou uma parceria com o clube paulista Corinthians para a compra e empréstimo de jogadores entre os 2 clubes.

## Estádio
O Estádio De Los Lários tem capacidade oficial para 11.000 espectadores e se localiza no bairro de Xerém, quarto distrito do município de Duque de Caxias. O estádio foi inaugurado oficialmente em 18 de janeiro de 2009, em um amistoso realizado pelo Tigres do Brasil Esporte Clube contra o Danúbio Fútbol Club, do Uruguai. O jogo terminou em um empate por 4 a 4. Para o Campeonato Carioca da série A do ano de 2016, o estádio é um dos poucos estádios liberados para realizar partidas contra os quatro Grandes Clubes do estado do Rio de Janeiro.

## Títulos
| ESTADUAIS          | ESTADUAIS      | ESTADUAIS | ESTADUAIS   |
|                    | Competição     | Títulos   | Temporadas  |
| ------------------ | -------------- | --------- | ----------- |
|                    | Copa Rio       | 2         | 2005 e 2009 |
| TURNOS DO ESTADUAL |                |           |             |
|                    | Competição     | Títulos   | Temporadas  |
|                    | Taça Corcovado | 1         | 2014        |

### Categorias de base
Estaduais
- Campeão da Taça Guanabara de Juniores (Primeira Divisão): 2009
- Campeão da Taça Rio de Juniores (Primeira Divisão): 2009
- Campeão Estadual de Juniores (Primeira Divisão): 2009
- Vice-campeão do Torneio Otávio Pinto Guimarães de Juniores: 2010